# Laudit Mavugo
Laudit Mavugo (sinh ngày 10 tháng 10 năm 1993) là một cầu thủ bóng đá người Burundi thi đấu cho Muzinga thi đấu ở Giải bóng đá ngoại hạng Burundi. Anh là thành viên của Đội tuyển bóng đá quốc gia Burundi. Anh thi đấu ở vị trí tiền đạo.

## Sự nghiệp quốc tế

### Bàn thắng quốc tế
Tỉ số và kết quả liệt kê bàn thắng của Burundi trước.
| #  | Ngày                 | Địa điểm                                                  | Đối thủ  | Tỉ số | Kết quả | Giải đấu                                     |
| -- | -------------------- | --------------------------------------------------------- | -------- | ----- | ------- | -------------------------------------------- |
| 1. | 29 tháng 2 năm 2012  | Sân vận động Hoàng tử Louis Rwagasore, Bujumbura, Burundi | Zimbabwe | 1–0   | 2–1     | Vòng loại Cúp bóng đá châu Phi 2013          |
| 2. | 17 tháng 10 năm 2015 | Sân vận động Hoàng tử Louis Rwagasore, Bujumbura, Burundi | Ethiopia | 1–0   | 2–0     | Vòng loại Giải vô địch bóng đá châu Phi 2016 |
| 3. | 17 tháng 10 năm 2015 | Sân vận động Hoàng tử Louis Rwagasore, Bujumbura, Burundi | Ethiopia | 2–0   | 2–0     | Vòng loại Giải vô địch bóng đá châu Phi 2016 |
| 4. | 28 tháng 3 năm 2017  | Sân vận động Quốc gia, Dar es Salaam, Tanzania            | Tanzania | 1–1   | 1–2     | Giao hữu                                     |
| 5. | 7 tháng 12 năm 2017  | Sân vận động Bukhungu, Kakamega, Kenya                    | Ethiopia | 3–1   | 4–1     | Cúp CECAFA 2017                              |